# Bahnstrecke Neheim-Hüsten–Sundern
| |                      |                                   |                                   |
| Streckennummer: | 9283                 |                                   |                                   |
| Kursbuchstrecke (DB): | 238 a(1966)          |                                   |                                   |
| Streckenlänge: | 14,2 km              |                                   |                                   |
| Spurweite: | 1435 mm (Normalspur) |                                   |                                   |
| |                      |                                   |                                   |
| \| \| \| von Hagen \| \| \| \| 0,0 \| Neheim-Hüsten \| Neheim-Hüsten \| \| \| \| nach Warburg \| \| \| \| \| Röhr \| \| \| \| 1,8 \| Neheim-Hüsten West früher: Hüsten \| Neheim-Hüsten West früher: Hüsten \| \| \| 4,2 \| Sophienhammer-Müschede \| Sophienhammer-Müschede \| \| \| 8,8 \| Hachen \| Hachen \| \| \| 11,3 \| Stemel \| Stemel \| \| \| 14,2 \| Sundern (Sauerland) \| Sundern (Sauerland) \| |                      |                                   |                                   |
| Strecke |                      | von Hagen                         | von Hagen                         |
| Bahnhof | 0,0                  | Neheim-Hüsten                     | Neheim-Hüsten                     |
| Abzweig geradeaus und nach links |                      | nach Warburg                      | nach Warburg                      |
| Brücke über Wasserlauf |                      | Röhr                              | Röhr                              |
| Dienststation / Betriebs- oder Güterbahnhof | 1,8                  | Neheim-Hüsten West früher: Hüsten | Neheim-Hüsten West früher: Hüsten |
| ehemaliger Haltepunkt / Haltestelle | 4,2                  | Sophienhammer-Müschede            | Sophienhammer-Müschede            |
| Dienststation / Betriebs- oder Güterbahnhof | 8,8                  | Hachen                            | Hachen                            |
| Dienststation / Betriebs- oder Güterbahnhof | 11,3                 | Stemel                            | Stemel                            |
| Betriebs-/Güterbahnhof Streckenende | 14,2                 | Sundern (Sauerland)               | Sundern (Sauerland)               |

Als Bahnstrecke Neheim-Hüsten–Sundern wird die normalspurige Nebenbahn von Neheim-Hüsten nach Sundern im Hochsauerlandkreis bezeichnet. Sie führt von Hüsten im Ruhrtal, heute Teil der Stadt Arnsberg, in südlicher Richtung durch das Röhrtal zur Mittelstadt Sundern. Sie ist regional auch als Röhrtalbahn, abgekürzt RTB, bekannt.

## Geschichte

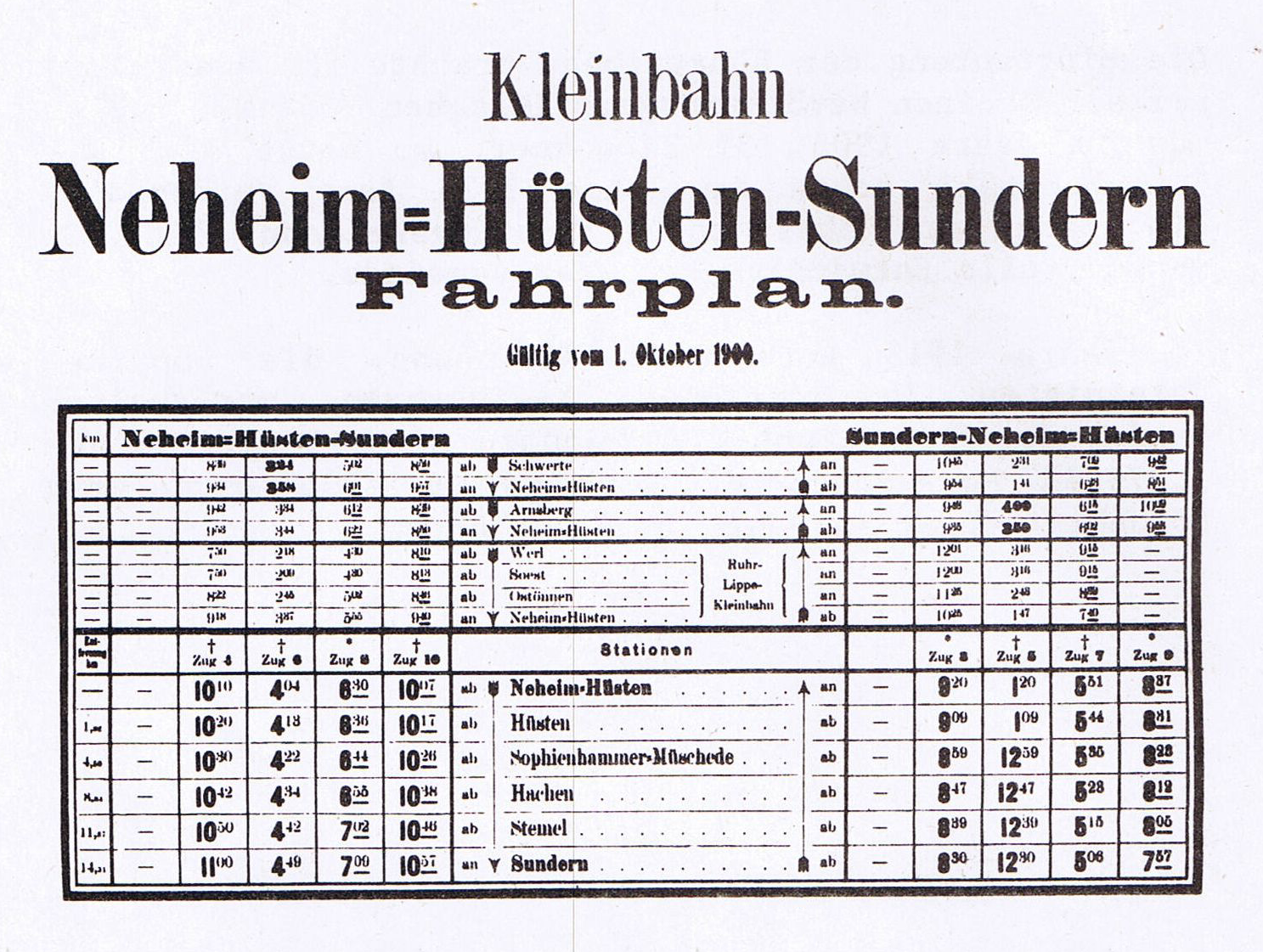
Fahrplan aus dem Jahr 1900

### Kleinbahn Neheim-Hüsten–Sundern
Die 14 Kilometer lange Strecke mit der VzG-Streckennummer 9283 wurde am 1. Juni 1900 durch die Westdeutsche Eisenbahn-Gesellschaft als dritte von Neheim über Hüsten ausgehende Kleinbahnstrecke eröffnet. Bis zum Ersten Weltkrieg gab es konkrete Pläne zur Verlängerung der Strecke. Diese sollte über Allendorf nach Finnentrop führen.
Sie kam im Zuge der Neuordnung der AG für Verkehrswesen 1925 zu deren Tochtergesellschaft Vereinigte Kleinbahnen AG und wurde dann von der Deutschen Eisenbahn-Gesellschaft betrieben. Für den Personenverkehr wurde unter anderem der Triebwagen NHS T1 eingesetzt.
Zum Bau der Sorpetalsperre entstand ab Stemel ein Gleis zur Dammbaustelle, welches nach Vollendung wieder abgebaut wurde.

### Ruhr-Lippe-Eisenbahnen

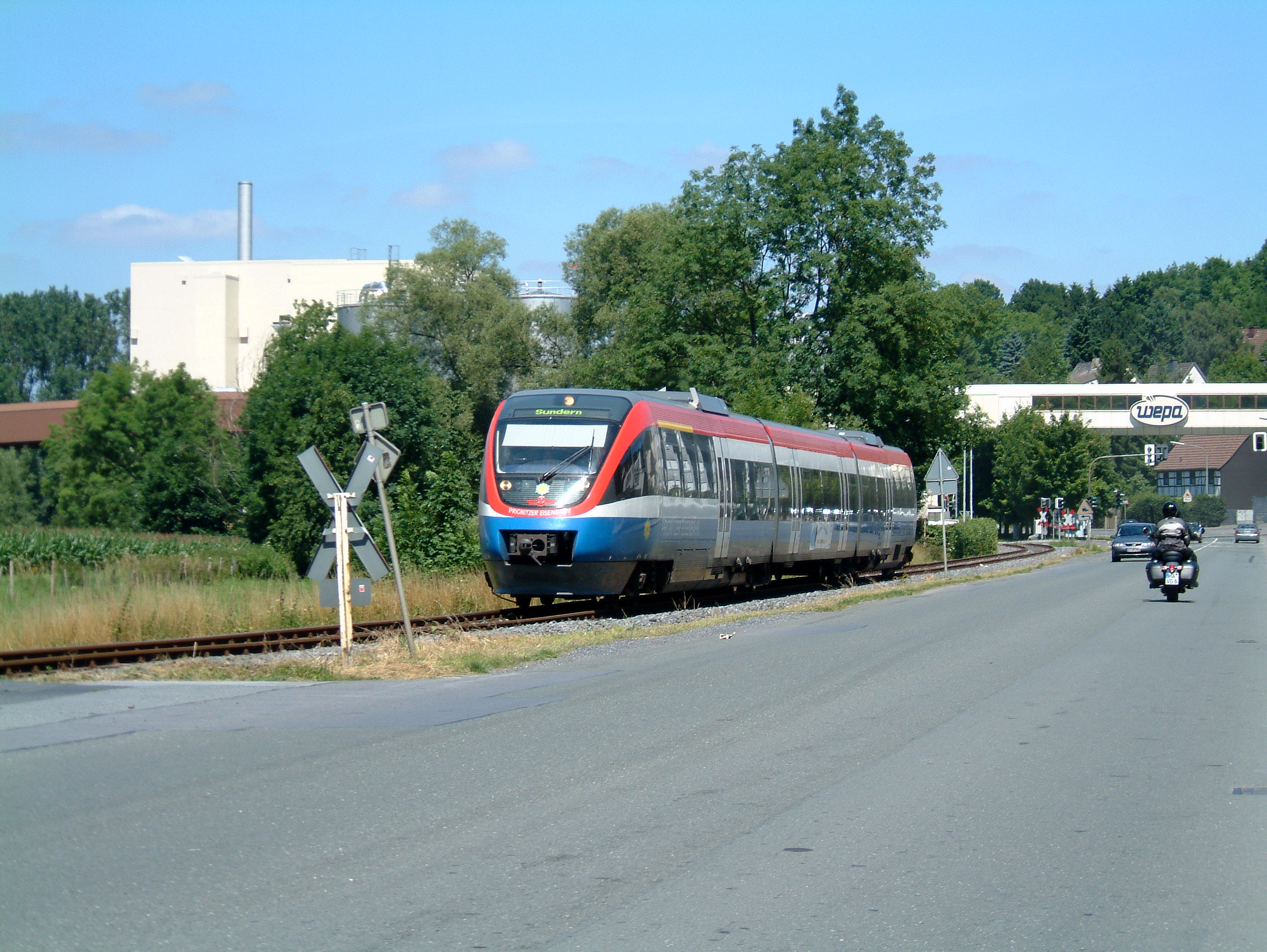
Ein Sonderzug des VCD 2003 in Müschede

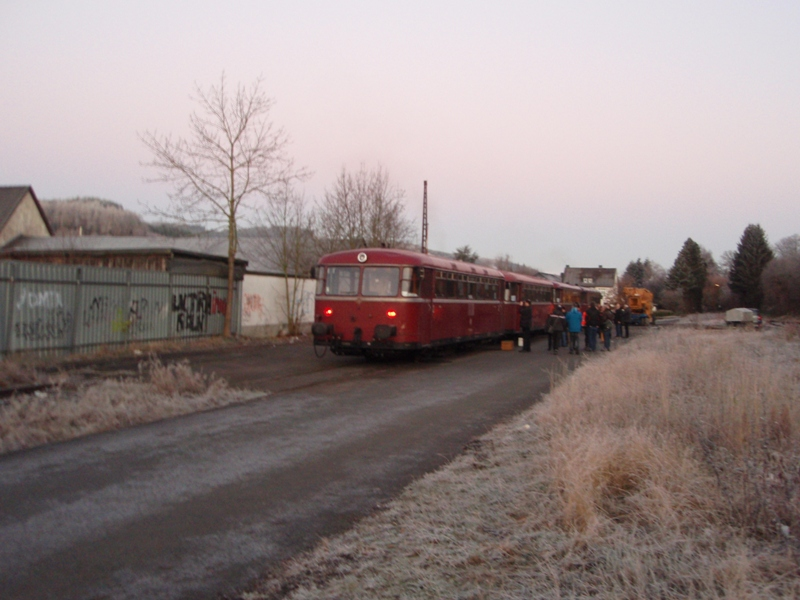
Ein VCD-Sonderzug mit Schienenbus 2016 im Bahnhof Sundern

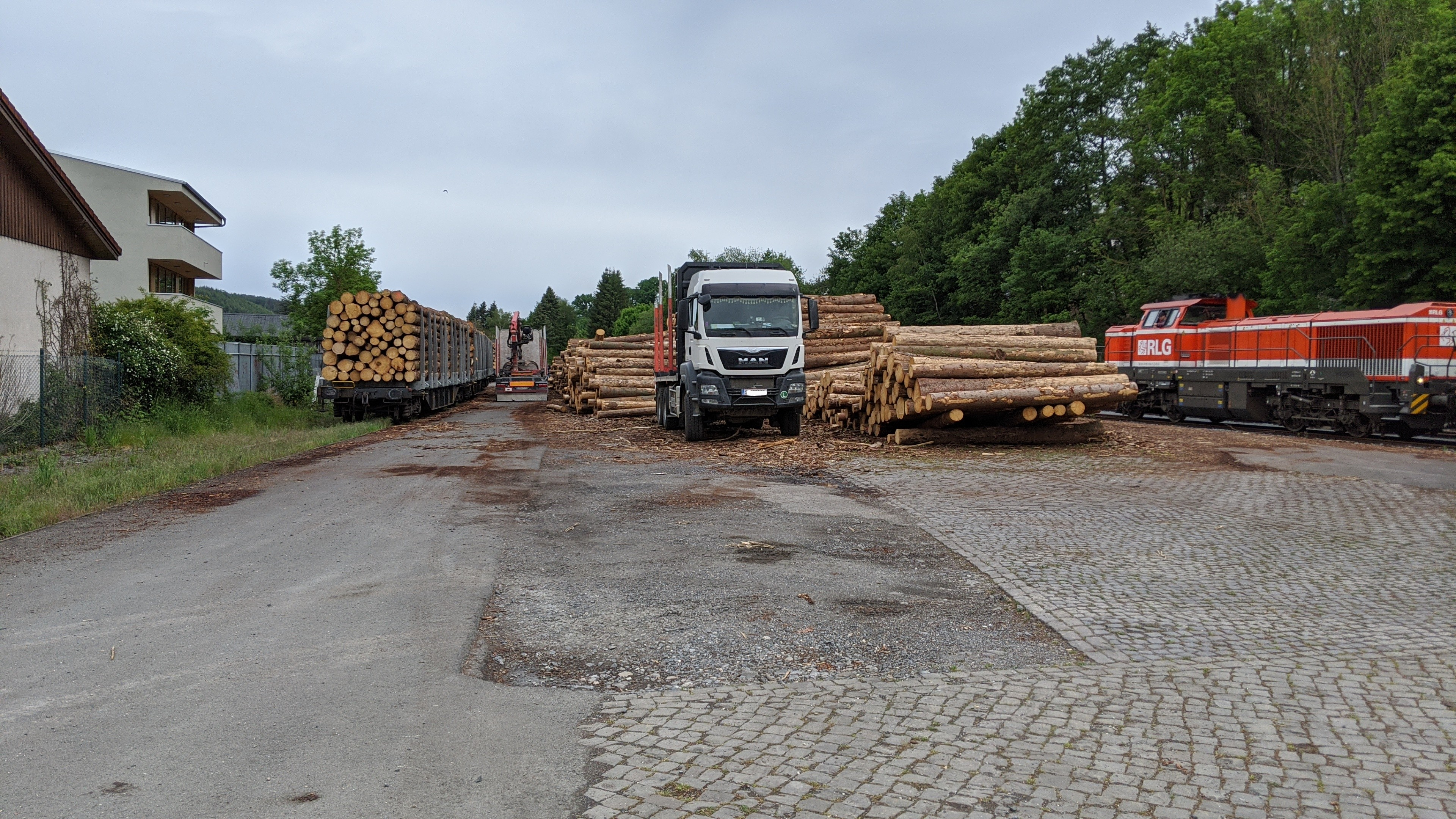
Zusammenstellung des Holzzuges durch die WLE Lok. 22 Snps-719-Drehgestellflachwagen verließen im Mai 2020 den Bf Sundern voll beladen mit Käferholz. Ziel des Transportes war Österreich

1978 übernahm die AG Ruhr-Lippe-Eisenbahnen (RLE) die Röhrtalbahn, und mit ihr kam sie 1979 zur Regionalverkehr Ruhr-Lippe GmbH (RLG). Träger beider Verkehrsgesellschaften sind Kommunen und Kommunalverbände in Nordrhein-Westfalen.
Wegen der dichten Besiedelung des Tales und seiner zahlreichen Industriebetriebe erreichte das Verkehrsaufkommen auf der Röhrtalbahn stets einen beachtlichen Umfang, sodass sie lange als profitable Privatbahn betrieben werden konnte.
Am 20. April 1966 wurde der Bahn ein Omnibusbetrieb angegliedert, der nach und nach die gesamte Personenbeförderung übernahm. Seit 1972 wurde nur ein Zugpaar pro Tag angeboten, der Personenverkehr auf der Schiene endete vollständig am 20. Dezember 1977.
Im Güterverkehr werden jährlich mehrere Holzzüge gefahren. 2007 wurden große Holzmassen, die durch den Orkan Kyrill angefallen waren, abtransportiert.

Außerdem bediente die RLG einige Firmen im Stückgutverkehr, der jedoch ab 1996 und nach Einführung von MORA C 2002–2004 stark zurückging. Im Güterverkehr erfolgt derzeit nur eine regelmäßige Bedienung von zwei Firmen in Hüsten im nördlichen Teil der Strecke. Seit November 2019 fahren ab Sundern wieder unregelmäßig Holzzüge.

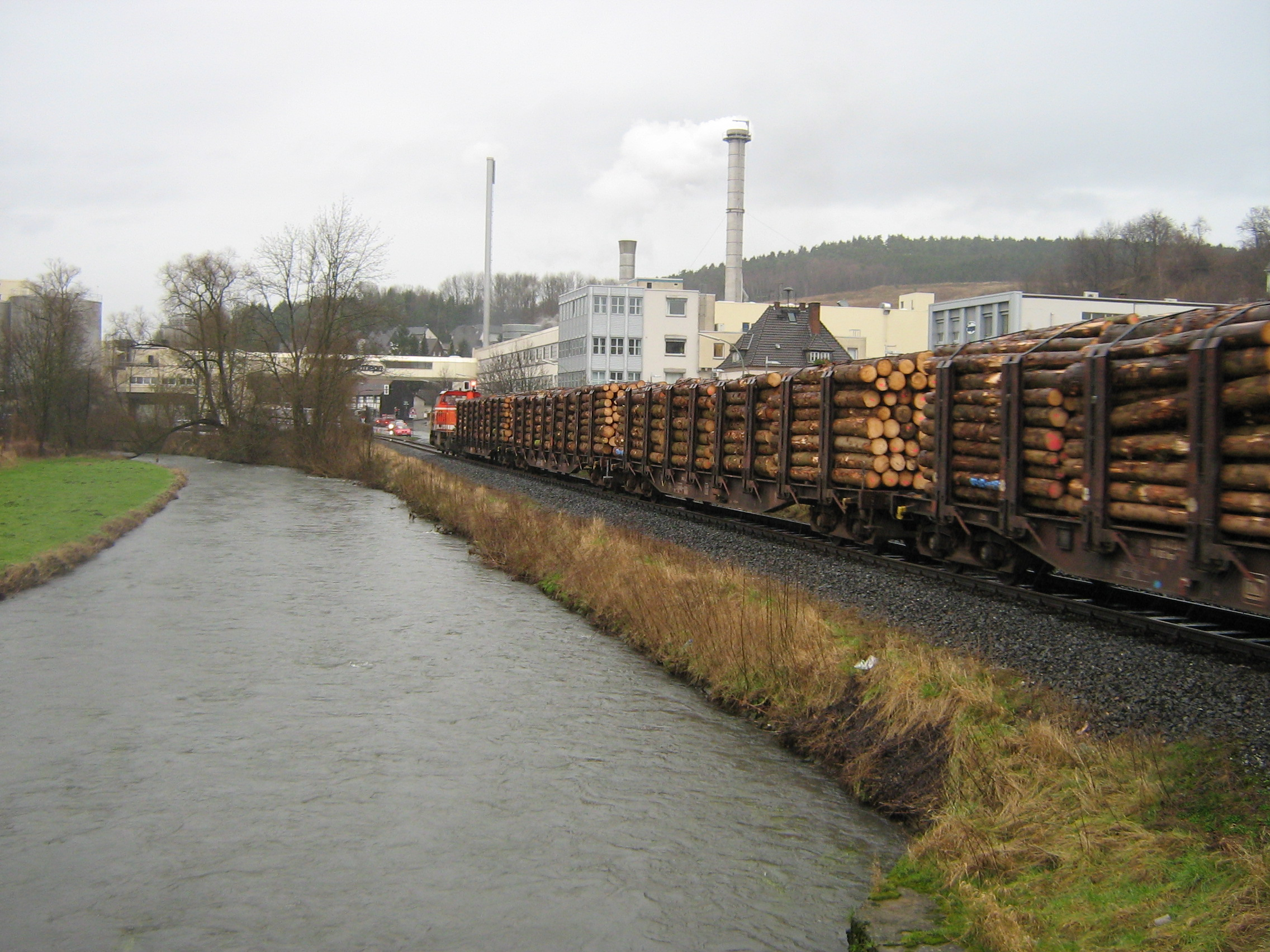
Holztransport mit Sturmholz vom Orkan Kyrill 2007

## Heutige Situation
Den Personenverkehr wickelt die RLG durch die Schnellbuslinie S 20, die Regiobuslinie R 25 und die Nachtbuslinie N 6 ab. Montags bis samstags ergeben sich durch Überlagerung der Linien S 20 und R 25 weitgehend zwei Fahrtmöglichkeiten pro Stunde. Die Busse fahren dabei ab der Haltestelle Sundern Rathaus über parallel zur Röhrtalbahn verlaufende Bundes- und Landstraßen zum Bahnhof Neheim-Hüsten, wo kurze Anschlüsse zu den Zügen nach Hagen und Dortmund bestehen. Ab dort fahren die Busse weiter in die Neheimer Innenstadt zum Busbahnhof. An Wochenenden und Feiertagen zwischen Ende April und Anfang Oktober verkehren die Fahrten der Linie R 25 teilweise mit Fahrradanhängern und werden über die regulären Endpunkte hinaus nach Soest und Endorf geführt.
2020 führt die WLE umfangreiche Oberbauarbeiten zwischen Reigern und Müschede durch. Teils werden Holzschwellen aus dem Jahre 1966 ersetzt. Aufgrund des schlechten Zustands des Oberbaus wurde 2009 die Höchstgeschwindigkeit auf 30 km/h reduziert.

## Reaktivierung
Seit etwa 2010 wurde die Reaktivierung der Röhrtalbahn im Personenverkehr geprüft. In der Verkehrsplanung IGVP des Landes Nordrhein-Westfalen wird der Röhrtalbahn 2012 „Bedarf ab 2015“ zugesprochen, die Reaktivierung könne aber auch vorgezogen werden. Die Maßnahme ist für die Neuaufstellung des ÖPNV-Bedarfsplan des Landes NRW angemeldet worden, die frühestens 2020 abgeschlossen sein wird.[veraltet] Die Stadt Sundern ist Mittelzentrum im Hochsauerlandkreis (HSK); im Einzugsbereich des SPNV der Röhrtalbahn wohnen ca. 50.000 Menschen. Besondere Bedeutung hat die Röhrtalbahn nicht nur im normalen Schienenpersonennahverkehr, sondern auch für den Tourismus aus den Ballungsräumen Rheinland und Ruhrgebiet. Das Einzugsgebiet reicht darüber hinaus bis in die Niederlande und nach Belgien.
Herausragend sind die überregional bekannten Ziele Sorpesee und das Rad- und Wintersportgebiet um Wildewiese bei Hagen. Am 31. Mai 2010 beschlossen der Hochsauerlandkreis und der Zweckverband Ruhr-Lippe (ZRL), eine Potenzialanalyse zur Reaktivierung in Auftrag zu geben.
In der Potenzialanalyse wurde festgestellt, dass eine Reaktivierung der Röhrtalbahn volkswirtschaftlich sinnvoll sei. Untersucht wurden insgesamt vier Varianten, die sich zwischen einem Pendel- und einem Flügelzugkonzept sowie hinsichtlich der Fahrtenzahl des parallelen Busverkehrs unterscheiden. Den höchsten Kosten-Nutzen-Faktor mit 1,82 erreichte eine Variante mit Flügelung, bei dem die Züge aus Sundern in Neheim-Hüsten mit dem Dortmund-Sauerland-Express vereinigt werden. Das parallele Busangebot der Linie R 25 zwischen Sundern und Neheim-Hüsten würde gleichzeitig auf fünf Fahrtenpaare reduziert. Der Gutachter prognostiziert in diesem Fall eine Nachfrage von 1800 bis 1900 Fahrgästen pro Werktag in den Nahverkehrszügen. 900 bis 1200 Personen seien dabei Neukunden, die das Nahverkehrsangebot ohne Reaktivierung nicht nutzen würden. Für die Flügelzugvariante sagt der Gutachter jährliche Betriebskosten in Höhe von 1,7 Millionen Euro voraus. Die Pendelzugvariante wäre mit 887.000 Euro deutlich günstiger. In diesem Fall werde aber nur einen Reisendennachfrage in der Höhe von 1.400 bis 1.600 prognostiziert, woraus auch der geringere Kosten-Nutzen-Faktor von 1,49 resultiert.
Trotz des höheren Potentials hat der ZRL in seiner 71. Verbandsversammlung aufgrund der hohen Betriebskosten und wegen Problemen mit dem zukünftigen Betriebskonzept beschlossen, die Reaktivierung in der Pendelzugvariante weiterzuverfolgen. Die Flügelzugvariante soll für einen späteren Zeitpunkt offen gehalten werden. Weiter heißt es in den Unterlagen der Sitzung, dass die jährlichen Betriebskosten durch die derzeitigen Zuweisungen aus den Regionalisierungsmitteln des Bundes nicht gedeckt werden können. Allerdings werden die Mittelzuweisungen für NRW, mit der Einigung auf den Kieler Schlüssel, in den nächsten Jahren deutlich steigen. Außerdem steht die Maßnahme in Konkurrenz zu anderen Reaktivierungsprojekten innerhalb des Zweckverband Nahverkehr Westfalen-Lippe. Die Röhrtalbahn ist in dessen Nahverkehrsplan unter den Reaktivierungsprojekten nach der TWE-Strecke das Projekt mit dem höchsten volkswirtschaftlichen Nutzen. Der Gutachter empfiehlt den langfristigen Erhalt der Infrastruktur für den Güterverkehr, um die Option einer Reaktivierung offen zu halten. Im Falle einer Stilllegung würden sich die Investitionskosten zur Wiederherrichtung unnötig erhöhen.
Bereits seit etwa dem Jahr 2000 und auch aktuell ist der VCD-HSK und der Arbeitskreis der Lokalen Agenda 21 mit vielen Aktionen, Anregungen, Presseartikeln, Infoflyern an alle Streckenanlieger und Sonderfahrten an der möglichen Reaktivierung mit monatlichen Treffen aktiv.
Im Juni 2019 hat die CDU-Kreistagsfraktion des Hochsauerlandkreises einen Antrag in den Kreistag eingebracht, den NWL anzuweisen, die Reaktivierung der Strecke nicht weiterzuverfolgen. Stattdessen soll sie zu einem Bahntrassenradweg umgebaut werden. Am 3. Juli 2019 bat die CDU-Kreistagsfraktion den Landrat des Hochsauerlandkreises, ihren Antrag auf Verzicht der Reaktivierung zunächst zurückzustellen. In der folgenden Diskussion wurde die Fraktion mit Argumenten konfrontiert, die vor der Abstimmung aufgrund der Bedeutung der Angelegenheit erst einmal geprüft werden sollen. Der NWL ist somit in der Lage, die bereits in der Verbandsversammlung beschlossene Erstellung einer standardisierte Bewertung und der Planung der Leistungsphasen 1 und 2 einzuleiten, welche Voraussetzung für die Aufnahme des Projektes in den ÖPNV-Bedarfsplan des Landes NRW ist. Die Vorplanung und die Erstellung einer standardisierten Bewertung wurden im Jahr 2019 in Auftrag gegeben. Nach der Insolvenz des beauftragten Unternehmens Spiekermann, ruhte die Bearbeitung des Projektes über längere Zeit und es kam zu Schwierigkeiten bei der Übertragung des Projektes auf das Nachfolgeunternehmen GRE German Rail Engineering.
Im Januar 2022 veröffentlichte die Nachrichtenagentur dpa Informationen aus einem Brief von Verkehrsministerin Ina Brandes an die drei SPNV-Aufgabenträger in NRW. Danach stellt das Land NRW bis 2031 568 Millionen Euro zur Umsetzung von 18 Projekten zur Verbesserung des Nahverkehrs bereit, darunter auch die Reaktivierung der Röhrtalbahn zwischen Neheim-Hüsten und Sundern. Für den ÖPNV-Bedarfsplan des Landes NRW hat der Zweckverband Nahverkehr Westfalen-Lippe die Inbetriebnahme des Nahverkehrs auf der Röhrtalbahn für 2031 angemeldet. Die Vorplanung soll demnach weitgehend abgeschlossen sein und anschließend die Standardisierte Bewertung in Auftrag gegeben werden.
Am 8. Juli 2024 gab die RLG einen Statusbericht ab, in dem von Differenzen und zeitlichen Risiken durch den Generalplaner GRE German Rail Engineering in der Vorplanung berichtet wird. Bei beiden Unternehmen bestehen beim Generalplanervertrag unterschiedliche Auslegungen bezüglich der Honorarabrechnungen, die in Gesprächen nicht beigelegt werden konnten. Die RLG möchte rechtliche Schritte einleiten und ggf. eine Eskalation auf politischer Ebene herbeiführen. Die RLG ist außerdem der Auffassung, dass sie mit den enthaltenen Defiziten in den bereitgestellten Vorplanungsunterlagen keine Standardisierte Bewertung und Kostenabschätzung auf Basis der Vorplanungsergebnisse einleiten kann. Auf dieser Grundlage wird die Entscheidung zum Eintritt in die Entwurfs- und Genehmigungsplanung getroffen.
Auch im Güterverkehr zeichnen sich neue Perspektiven für die Röhrtalbahn ab, da der Wirtschaftsstandort Sundern mittel- und langfristig nicht auf die Schiene verzichten kann.

## Bahnhöfe

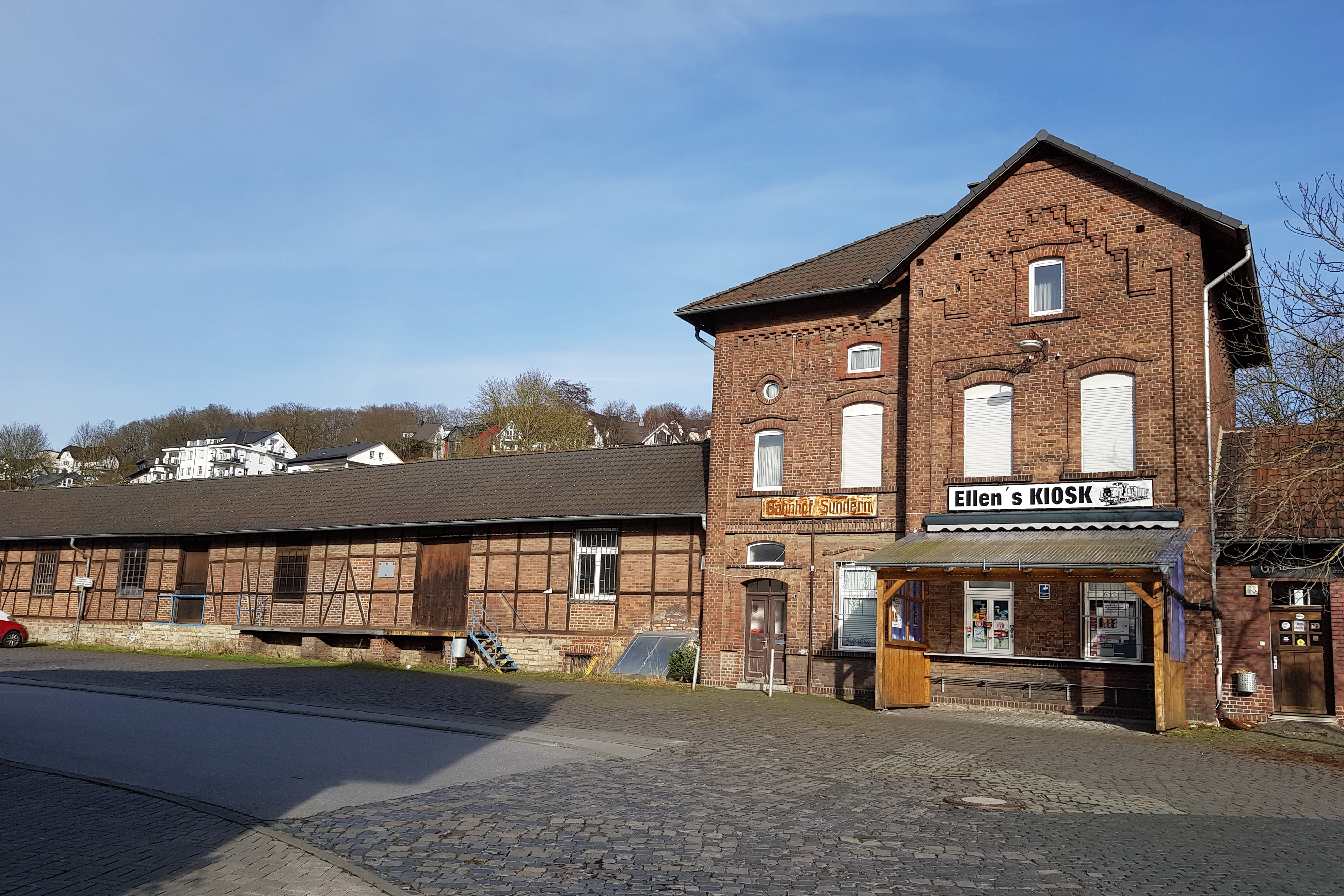
Ehemaliges Bahnhofsgebäude und Güterschuppen in Sundern

Die Personenzüge begannen im Bahnhof Neheim-Hüsten (Röhrtalbahn), an einem Bahnsteig mit Umfahrung und ein Wellblechschuppen südwestlich des Staatsbahnhofs Neheim-Hüsten. Die Anlagen sind vollständig entfernt.
Im weiteren Verlauf gab es den Übergabebahnhof, der heutige Beginn der Strecke. Inzwischen vereinfacht, bauliche Anlagen waren nicht vorhanden.
Hüsten West
Ein mehrgleisiger Bahnhof mit ehemals mehreren Anschließern, das Bahnhofsgebäude wurde 1978 verkauft, ist aber mit späteren Anbauten noch vorhanden. Er liegt in unmittelbarer Nachbarschaft zum Bahnhof Neheim-Hüsten der Deutschen Bahn.
Die Bezeichnung „West“ kam wohl erst mit der Errichtung des Bahnhofs Hüsten Ost an der RLG-Strecke nach Arnsberg Jägerbrücke auf.
Müschede (ehemals Sophienhammer)
Neben einem Ladegleis war ein Güterschuppen vorhanden, seit 1990 vermietet.
HachenJe ein Kreuzungs- und ein Ladegleis, es gab ein kleines Bahnhofsgebäude, das bis 1982 besetzt war und danach entfernt wurde.
StemelJe ein Kreuzungs- und ein Ladegleis, es gab ein kleines Bahnhofsgebäude mit Güterschuppen, das verkauft wurde und heute privat genutzt wird.
SundernUmfangreiche Gleisanlagen. Bahnhofsgebäude mit Güterschuppen. Das Untergeschoss hatte einen Dienstraum, einen Warteraum und eine Gaststätte, das Obergeschoss war Wohnung. Das Empfangsgebäude ist verkauft, ein Kiosk ist dort noch vorhanden. Der große, mehrfach erweiterte Güterschuppen ist vermietet. Ein zweigleisiger Lokschuppen wurde 1992/93 entfernt, ein eingleisiger Triebwagenschuppen 1986.